# Zanthoxylum nigrum
Zanthoxylum nigrum là một loài thực vật có hoa trong họ Cửu lý hương. Loài này được Mart. miêu tả khoa học đầu tiên năm 1839.